# The Fear – Angst in der Nacht
The Fear – Angst in der Nacht (Originaltitel: Fear in the Night, Alternativtitel: Das Haus des Schreckens, Furcht in der Nacht, Nachts kommt die Angst und Wo der Schrecken wohnt) ist ein britischer Horror-Thriller aus dem Jahre 1972, der von Jimmy Sangster für Hammer Films produziert wurde. Sangster führte auch Regie und schrieb das Drehbuch. Die Hauptrollen übernahmen Peter Cushing, Judy Geeson, Joan Collins und Ralph Bates.

## Handlung
Peggy, eine bescheidene 22-jährige Pflegerin, hat kürzlich Robert Heller geheiratet und soll wegen seiner Arbeit mit ihm in ein abgelegenes Jungeninternat südlich von London ziehen. In der Nacht, bevor sie Robert treffen soll, um die Stadt zu verlassen, wird sie in ihrem Haus von einem einarmigen Mann mit einer Handprothese angegriffen und fällt bewusstlos zu Boden. Erschüttert durch den Angriff macht sie sich am nächsten Morgen mit Robert auf den Weg zum Internat, das von Schulleiter Michael Carmichael geleitet wird.
Robert und Peggy kommen in der Schule an und lassen sich in ihrem Chalet gegenüber dem Hauptschulgebäude nieder. Sie planen, sich am Abend mit den Carmichaels zum Abendessen zu treffen. Am nächsten Tag geht Robert zur Arbeit. Peggy erkundet die leere Schule, – sie hört die Stimmen von Jungen, die sich unterhalten, stellt jedoch fest, dass die Klassenzimmer auf mysteriöse Weise leer sind. Sie trifft auf den Schulleiter Michael, der ihr das Gebäude zeigt, – sie lässt ihn in der Schule zurück und kehrt in ihre Hütte zurück. Kurz nachdem sie ihr Haus betreten hat, wird sie erneut angegriffen. Robert kehrt zurück und ist sehr besorgt über Peggys Geisteszustand, – obwohl Peggy darauf besteht, dass sie angegriffen wurde, glaubt er ihr nicht. Er sagt den Termin zum Abendessen mit den Carmichaels ab.
Später machen Peggy und Robert eine Fahrt um das weitläufige Anwesen, wo sie die Frau des Schulleiters, Molly, treffen, die auf Kaninchenjagd geht. Peggy findet Molly distanziert ihr gegenüber. An diesem Abend reist Robert zu einem Treffen nach London, und Peggy glaubt, dass jemand in das Chalet eingedrungen ist. Sie bewaffnet sich mit einer Schrotflinte. Sie steigt die Treppe hinunter und sieht, wie Michael die Vordertür betritt, und bemerkt, dass er eine Armprothese hat, – in Panik schießt sie auf ihn und flieht aus der Hütte, aber er verfolgt sie weiter. Sie rennt in die Schule, wo sie Lärm und Jungenstimmen durch die Flure hört. Michael drängt sie in einem Schlafsaal im Obergeschoss in die Enge und sie schießt erneut auf ihn, aber er reagiert nicht auf die Schüsse. Er nähert sich ihr und sie fällt in Ohnmacht.
Als Robert am nächsten Tag zurückkommt, findet er Peggy in einem fast katatonischen Zustand in der Schule und eine Blutlache im Flur vor. Michael ist nirgends zu finden. Er befragt sie, was passiert ist, aber sie sagt, sie könne sich nicht erinnern. Robert erklärt Peggy, dass er Michael ursprünglich kennengelernt hatte, als er als Medizinstudent in einem Krankenhaus arbeitete. Das Internat war bei einem Unfall Jahre zuvor fast bis auf die Grundmauern niedergebrannt. Michael kehrte am Boden zerstört auf das Grundstück zurück und ließ über die Gegensprechanlagen des Gebäudes Aufnahmen von Jungenlachen und Unterrichtsvorträgen aufzeichnen, um das Gefühl der früheren glorreichen Tage der Schule wiederherzustellen.
In dieser Nacht trifft sich Robert mit Molly in der Schule. Es stellt sich heraus, dass die beiden eine Affäre haben und dass Robert die geistig schwache Peggy geheiratet hat, um sie aus Angst um ihr Leben dazu zu überreden, Michael zu ermorden. Robert holt Peggy herein, und Molly verlangt, dass sie verrät, wo Michaels Leiche ist. Molly macht sich auf die Suche nach ihm, und kurz darauf hallt der Klang von Glocken durch die Schule. Robert fesselt Peggys Arme und bringt sie in die Haupthalle der Schule, wo Michaels Stimme über die Gegensprechanlage ertönt. Er verrät, dass er von Roberts und Mollys Plan wusste, ihn töten zu lassen, und dass er die Schrotflinte im Chalet mit Platzpatronen geladen hatte. Robert lädt die Schrotflinte mit Kugeln und schießt auf etwas, von dem er glaubt, dass es Michael ist, der sich unter einem Laken auf einer Couch versteckt. Als er jedoch das Laken hochhebt, enthüllt er Mollys Leiche, gefesselt und geknebelt.
Robert stürmt mit Peggy aus der Schule und versucht, sie in einem inszenierten Selbstmord an einem Baum draußen aufzuhängen, wird aber plötzlich von Michael erwürgt. Am nächsten Morgen treffen zwei Polizisten ein und sagen, sie hätten einen Anruf von Michael erhalten. Peggy erzählt ihnen, dass er in der Schule ist und dass ein neues Semester beginnt. Einer der Polizisten erzählt ihr, dass die Schule seit Jahren geschlossen sei, bis plötzlich der Klang eines Knabenchors aus dem Gebäude ertönt. Im Baum hinter der Schule hängt Roberts Leiche an der Schlinge.

## Hintergrund
Der britische Kinostart von The Fear – Angst in der Nacht war am 9. Juli 1972. In den USA startete der Film erst im Oktober 1974 in den Kinos, wo er als Double Feature zusammen mit Peter Sykes’ Dämonen der Seele (1972) lief.

## Drehorte
Der Film wurde in Aldenham, Hertfordshire, gedreht. Die Szenen mit dem Seeufer (einschließlich der, in der Peggy Heller auf Molly Carmichael trifft) wurden im Aldenham Country Park rund um den Aldenham Reservoir gedreht. Bhaktivedanta Manor wurde als Standort für die Jungenschule genutzt. Weitere Dreharbeiten fanden in den Elstree Studios in Borhamwood, Hertfordshire, statt.

## Veröffentlichungen
The Fear – Angst in der Nacht wurde in Deutschland von dem Label G.L. unter dem Titel The Fear auf VHS veröffentlicht. Am 20. Dezember 2009 wurde er von dem Label PK Movies unter dem Titel The Fear – Angst in der Nacht in einer kleinen Hartbox mit zwei unterschiedlichen Cover-Varianten auf DVD veröffentlicht. Für Cover-Variante A diente das britische Originalposter und für Cover-Variante B diente das italienische Poster des Films.

## Kritik und Rezeption
Das Lexikon des internationalen Films lobte die filmischen Aspekte, war jedoch inhaltlich nicht angetan: „Technisch überdurchschnittlicher, jedoch reichlich verworrener Thriller aus der in den 70er Jahren für ihre Horrorfilme berühmt gewordenen Hammer-Produktion. Einige spannende Momente wechseln mit Längen und brutalen Szenen, die bezeichnend sind für den sich in jener Zeit vollziehenden Wandel hin zu einem zunehmend spekulativen Naturalismus.“
Das Magazin Time Out nannte den Film „einen dieser sauber konstruierten, aber leicht mechanischen Psychothriller, die einem das Gefühl geben, als würde jemand Knöpfe drücken, die mit Elektroden in Ihrem Gehirn verbunden sind“, aber dass „Hammer-Fans die Handlung bald als eine kaum getarnte Überarbeitung erkennen werden von A Taste of Fear (sic) erkennen werden“. Graeme Clark von The Spinning Image bewertete den Film im Nachhinein mit 6 von 10 Sternen und sagte: „Fear in the Night hat nichts dazu beigetragen, das Schicksal von [Hammer-Filme] zu verbessern, aber er erhielt faire Kritiken und diejenigen, die ihn gesehen haben, fanden, es ist befriedigend, wenn auch etwas bescheiden.“
Dave Sindelar von SciFilm.org lobte die Leistungen des Films, kritisierte jedoch Elemente seines Drehbuchs und sagte: „Leider steht er im Dienst eines der vorhersehbarsten Drehbücher, die ich seit langem gesehen habe, und dies ist eine dieser Geschichten, die ... alles andere als vorhersehbar sein sollte“, vergleicht man den Film mit Gaslight (1944) und Diabolique (1955). Popcorn Pictures gab dem Film eine mittelmäßige Kritik und nannte ihn „einen mutigen Versuch von Hammer-Filme, eine neue Richtung einzuschlagen, der aber letztendlich scheiterte, weil selbst 1972 die Wendungen in der Handlung nicht im Geringsten neu oder originell waren. Er ist zwar unterhaltsam, wenn man aber bis zum Ende durchhält, wird er nie als einer von Hammers besseren Filmen angesehen werden.“
Der Literaturkritiker John Kenneth Muir bezeichnete Fear in the Night als ein Stimmungsstück und als Beispiel für die geschlechtsspezifischen fiktiven Darstellungen von „Jungfrauen in Nöten“, einem Motiv, das in Horrorfilmen dieser Zeit immer wieder vorkam, auch in den Filmen der Hammer Studios. Die Filme selbst – Straight on Till Morning, mit dem Fear in the Night bei seinem britischen Kinostart gepaart wurde, enthalten ähnliche Themen weiblicher Hysterie. Muir vergleicht den Film mit dem amerikanischen Horrorfilm Let's Scare Jessica to Death aus dem Jahr 1971, in dem eine psychisch fragile weibliche Figur, die ebenfalls in eine neue und fremde Umgebung versetzt wurde, von Ereignissen und Visionen gequält wird, die möglicherweise in der Realität eintreten oder auch nicht. „Trotz solch fadenscheinigen Materials“, sagt Muir, „hat der Film eine interessante sexuelle Unterströmung.“
Zur etablierten Kinematographie des Films sagt Muir weiter: „Angst in der Nacht beginnt mit einem Schwenk über ein Feld, während Blätter darüber wehen. Dann sehen wir die verlassene Schule, die den zentralen Schauplatz des Films darstellt, und erleben ein Gefühl der Isolation und Vorahnung. Dann sendet der Soundtrack unheimliche singende junge Stimmen, die zum Chor erhoben werden, während die Kamera die Turnhalle, das Esszimmer, den Schlafraum abtastet ... Es ist ein seltsamer Rundgang durch einen scheinbar verwunschenen oder vielleicht verfluchten Ort und eine (effektive) Interpunktion mit der Ansicht einer hängenden Leiche. Es ist eine künstlerische und interessante Möglichkeit, die eigentliche Geschichte in Szene zu setzen, aber der Film erholt sich nie wieder von dem eisigen, morbiden Eindruck seines Anfangs.“
David Huckvale, Autor von Hammer Films’ Psychological Thrillers, 1950–1972, verglich die Bearbeitung von Rückblende und Zeit im Film mit Parsifal und behauptet, dass der Film als „Reihe von Essays über Nostalgie“ funktioniere – „Die Handlung von The Fear – Angst in der Nacht hängt von Peggys Verletzlichkeit ab, die durch ein Trauma verursacht wurde, und ein Großteil der dramatischen Spannung des Films basiert auf ihrer Angst, dass die Vergangenheit noch nicht vorbei ist.“
Huckvale zieht auch Vergleiche mit der Rolle von Molly Carmichael als Katalysator für Peggys angebliche Hysterie und vergleicht sie mit der namenlosen Frau von Maximilian de Winter in Daphne du Mauriers Rebecca. „[Die Figur] Peggy heiratet einen Mann, von dem sie wenig weiß, und wird dann in ein prächtiges Haus mit seinen eigenen einschüchternden Ritualen verpflanzt, aber mit dem großen Unterschied, dass die Rebecca-Figur immer noch in Form von Joan Collins’ Molly Carmichael vorhanden ist,“ sagt Huckvale. „Peggy sieht, wie die herzlose Molly ein süßes kleines Kaninchen erschießt. Molly ist eine brutale, katzenartige Figur, und ihr oberflächliches Lächeln verschwindet, als Peggy und Robert gehen.“
Huckvales Interpretation der Szene zwischen Peggy und Schulleiter Carmichael, in der er ihr das Haargummi abnimmt, gilt als Metapher für sexuelle Übergriffe und spiegelt damit John David Muirs Behauptung über die sexuellen Unterströmungen des Films wider: „So wie die Haare des biblischen Samson seine Männlichkeit symbolisierten, so stehen auch Mélisandes Haare für ihre sexuelle Anziehungskraft. Als Carmichael also Peggys Haarband löst, sollen wir die Tat als eine Form sublimierter Vergewaltigung interpretieren – das ist zumindest die Implikation an dieser Stelle der Handlung. Es gibt Jimmy Sangster auch Gelegenheit, Carmichaels Prothesenarm zu enthüllen, den er drohend in Position bringt, um ein Ende des Bandes zu halten, während er mit der anderen Hand den Knoten löst. Carmichael scheint tatsächlich der Mann zu sein, der Peggy in London angegriffen hat, aber in einem Sangster-Drehbuch sind die Dinge nie so offensichtlich.“